# Agafamosquits de Pará
L'agafamosquits de Pará (Polioptila paraensis) és un ocell de la família dels polioptílids (Polioptilidae).

## Hàbitat i distribució
Habita els boscos de les terres baixes del sud-est de l'Amazònia del Brasil.

## Taxonomia
Ha estat considerat una subespècie de Polioptila guianensis. Actualment és considerat pel Congrés Ornitològic Internacional, versió 11.1, 2021 una espècie diferent, arran els treballs de Whitney et Alonso 2005.